# Bait Hanun
Bait Hanun (àrab: بيت حانون, Bayt Ḥānūn) és una ciutat del nord-est de la Franja de Gaza. D'acord amb l'Oficina Central d'Estadístiques de Palestina, el poble tenia 32.187 habitants en 2006. És governada per l'Autoritat Nacional Palestina. Està al costat del riu Hanun, a només 6 quilòmetres de la ciutat israeliana de Sderot.

## Demografia
Bait Hanoun tenia 885 persones segons el cens de població realitzat pels britànics en 1922. La població era ja més del doble en 1945. Aquest any una enquesta de població va donar com a resultat una població de 1.730 persones, incloent 50 jueus. En 1961 va haver-hi un augment poblacional arribant a una xifra de 3.876.
En el primer cens oficial per part de l'Oficina Central Palestina d'Estadístiques, Bait Hanun tenia una població total de 20.780. Més del 90% dels residents eren refugiats palestins.
Hi havia 10.479 homes i 10.301 dones. La distribució d'edat era la següent: els menors de 15 anys eren el 65,6%, les persones entre 20 i 44 anys eren el 26,8%, les persones entre 45 i 64 anys eren el 5.7% i els majors de 65 anys eren el 1.9%.